# Tom Reuveny
Tom Reuveny (en hebreo: תום ראובני‎; Ramat Gan, 12 de junio de 2000) es un deportista israelí que compite en vela en la clase iQFoil. Participó en los Juegos Olímpicos de París 2024, obteniendo una medalla de oro en la clase iQFoil.

## Palmarés internacional
| \| Juegos Olímpicos \| Juegos Olímpicos \| Juegos Olímpicos \| Juegos Olímpicos \| \| Año \| Lugar \| Medalla \| Clase \| \| ---------------- \| ---------------- \| ---------------- \| ---------------- \| \| 2024 \| París (Francia) \| Medalla de oro \| iQFoil \| |                 |                |        |
| Juegos Olímpicos |                 |                |        |
| Año | Lugar           | Medalla        | Clase  |
| 2024 | París (Francia) | Medalla de oro | iQFoil |